# Cap de les Llenes
El Cap de les Llenes és un cim de 1.162,6 metres d'altitud del terme municipal d'Abella de la Conca, a la comarca del Pallars Jussà.
Es troba al nord-est de la vila d'Abella de la Conca, a la carena que separa les valls del barranc de la Vall i del barranc de Cal Palateres, al sud del Coll de Vacamina. Queda a ponent de la Canal del Gurdem i a llevant dels Feixans de la Font de l'Uec.
En el seu vessant sud-oriental hi ha l'Espluga de les Llenes.

## Etimologia
El Cap de les Llenes és l'extrem del territori ple de lloses. En efecte, Llena procedeix d'un mot preromà que significa llosa, segons Joan Coromines. En efecte, el lloc es caracteritza per l'abundor de lloses despreses de la cinglera que corona aquesta vall.